# Lê Văn Thắng (cầu thủ bóng đá)
Lê Văn Thắng (sinh ngày 8 tháng 2 năm 1990) là một cầu thủ bóng đá chuyên nghiệp người Việt Nam hiện đang thi đấu cho câu lạc bộ bóng đá Đông Á Thanh Hóa ở vị trí tiền vệ cánh. Ngoài vị trí chạy cánh, anh còn có thể chơi tốt ở vị trí tiền đạo.

## Sự nghiệp
Xuất phát ban đầu Văn Thắng được đào tạo bóng đá trẻ ở Nghệ An từ năm 2003, sau đó do biến cố gia đình anh gia nhập tuyến trẻ của Thanh Hóa vào năm 2005.
Văn Thắng là cầu thủ mồ côi cả cha lẫn mẹ từ rất sớm, năm 5 tuổi anh mất cha, tới năm 15 tuổi anh bị mất luôn mẹ. Lê Văn Thắng cũng là một trong những cầu thủ được đăng ký thi đấu V.League 1 trẻ nhất trong lịch sử khi mới 17 tuổi trong màu áo Halida Thanh Hóa ở mùa giải 2007.
Năm 2014 trong vụ việc các cầu thủ của Vissai Ninh Bình cá độ tại giải Cúp AFC 2014, Lê Văn Thắng được cho là không tham gia dàn xếp nhưng đã biết và được nhận 20 triệu đồng. Cuối năm 2014, Văn Thắng chuyển sang thi đấu cho câu lạc bộ XSKT Cần Thơ. Kết thúc mùa bóng 2015, anh trở thành Vua phá lưới nội V-League với 16 bàn thắng.
Cuối năm 2015, Văn Thắng chính thức được chuyển nhượng về câu lạc bộ Hải Phòng.
Giữa mùa giải 2017, anh chính thức đầu quân cho câu lạc bộ bóng đá FLC Thanh Hóa
Mùa giải V League 2023, Văn Thắng ít được ra sân hơn, 1 phần vì chấn thương giai đoạn đầu mùa giả, 1 phần là vì vấn đề tuổi tác. Tuy nhiên anh vẫn mang đến những bước chạy thanh thoát và những pha chạm bóng rất tốt. Ngày 12 tháng 4, tại vòng 6 iai đoạn 1 gặp Hồng Lĩnh Hà Tĩnh, anh ra sân từ băng ghế dự bị và đã ghi được bàn thắng ấn định chiến thắng 4-1 cho Đông Á Thanh Hóa. Tại vòng 2 giai đoạn 2 ngày 22 tháng 7 gặp Hải Phòng, anh được xếp đá chính và là người mở tỉ số trận đấu. Xuất phát từ 1 pha pressing tầm cao của Đông Á Thanh Hóa, các cầu thủ SHB Đà Nẵng đã chuyền bóng lóng ngóng và anh nhân cơ hội bứt lên đệm bóng ghi bàn.Tuy nhiên sau đó, Lê Văn Thắng đã bị chấn thương ở vùng đầu khá nặng, buộc phải rời sân và được đưa tới bệnh viện. Theo một thành viên ban huấn luyện CLB Đông Á Thanh Hóa, Lê Văn Thắng đã được chuyển ra Hà Nội để điều trị, chăm sóc. Tiền vệ kỳ cựu này không thể tiếp tục thi đấu cùng Đông Á Thanh Hóa ở phần còn lại của mùa giải 2023.
Mùa giải 2024, anh vẫn còn chữa trị chấn thương có từ mùa giải 2023 nên chưa được ra sân nhiều. Ở trận gặp Phù Đổng Ninh Bình ở Cúp Quốc gia 2023-24, anh đã lập được 1 cú hattrick đem về chiến thắng 3-0 cho đội nhà và giành giả thưởng "Cầu thủ xuất sắc nhất trận".

## Thống kê sự nghiệp

### Câu lạc bộ
| Câu lạc bộ                   | Mùa giải       | Giải đấu       | Giải đấu | Giải đấu | Cúp quốc gia | Cúp quốc gia | Châu lục | Châu lục | Khác | Khác | Tổng cộng | Tổng cộng |
| Câu lạc bộ                   | Mùa giải       | Hạng           | Trận     | Bàn      | Trận         | Bàn          | Trận     | Bàn      | Trận | Bàn  | Trận      | Bàn       |
| ---------------------------- | -------------- | -------------- | -------- | -------- | ------------ | ------------ | -------- | -------- | ---- | ---- | --------- | --------- |
| Thanh Hóa                    | 2007           | V.League 1     | 4        | 0        | —            | —            | —        | —        | —    | —    | 4         | 0         |
| Thanh Hóa                    | 2008           | V.League 1     | 8        | 0        | 1            | 0            | —        | —        | —    | —    | 9         | 0         |
| Thanh Hóa                    | 2009           | V.League 1     | 15       | 0        | 1            | 0            | —        | —        | —    | —    | 16        | 0         |
| Thanh Hóa                    | 2010           | V.League 1     | 15       | 4        | 1            | 0            | —        | —        | —    | —    | 16        | 4         |
| Thanh Hóa                    | 2011           | V.League 1     | 24       | 3        | 3            | 0            | —        | —        | —    | —    | 27        | 3         |
| Thanh Hóa                    | 2012           | V.League 1     | 19       | 4        | 2            | 1            | —        | —        | —    | —    | 21        | 5         |
| Thanh Hóa                    | 2013           | V.League 1     | 17       | 3        | 2            | 0            | —        | —        | —    | —    | 19        | 3         |
| Thanh Hóa                    | Tổng cộng      | Tổng cộng      | 102      | 14       | 10           | 1            | 0        | 0        | 0    | 0    | 112       | 15        |
| Xi măng The Vissai Ninh Bình | 2014           | V.League 1     | 6        | 2        | —            | —            | 8        | 3        | 0    | 0    | 14        | 5         |
| Cần Thơ                      | 2015           | V.League 1     | 25       | 16       | 1            | 0            | —        | —        | —    | —    | 26        | 16        |
| Hải Phòng                    | 2016           | V.League 1     | 25       | 11       | 3            | 0            | —        | —        | —    | —    | 28        | 11        |
| Hải Phòng                    | 2017           | V.League 1     | 10       | 2        | 1            | 1            | —        | —        | —    | —    | 11        | 3         |
| Hải Phòng                    | Tổng cộng      | Tổng cộng      | 35       | 13       | 4            | 1            | 0        | 0        | 0    | 0    | 39        | 14        |
| Đông Á Thanh Hóa             | 2017           | V.League 1     | 13       | 6        | 1            | 1            | —        | —        | —    | —    | 14        | 7         |
| Đông Á Thanh Hóa             | 2018           | V.League 1     | 11       | 2        | 4            | 0            | 7        | 2        | —    | —    | 22        | 4         |
| Đông Á Thanh Hóa             | 2019           | V.League 1     | 24       | 5        | 1            | 0            | —        | —        | 1    | 1    | 26        | 6         |
| Đông Á Thanh Hóa             | 2020           | V.League 1     | 15       | 3        | 2            | 0            | —        | —        | —    | —    | 17        | 3         |
| Đông Á Thanh Hóa             | 2021           | V.League 1     | 8        | 2        | —            | —            | —        | —        | —    | —    | 8         | 2         |
| Đông Á Thanh Hóa             | 2022           | V.League 1     | 14       | 2        | 2            | 3            | —        | —        | —    | —    | 16        | 5         |
| Đông Á Thanh Hóa             | 2023           | V.League 1     | 5        | 2        | 2            | 1            | —        | —        | —    | —    | 7         | 3         |
| Đông Á Thanh Hóa             | 2023-24        | V.League 1     | 12       | 1        | 4            | 3            | —        | —        | 0    | 0    | 16        | 4         |
| Đông Á Thanh Hóa             | 2024-25        | V.League 1     | 8        | 1        | 0            | 0            | 2        | 0        | 1    | 0    | 11        | 1         |
| Đông Á Thanh Hóa             | Tổng cộng      | Tổng cộng      | 110      | 24       | 16           | 8            | 9        | 2        | 2    | 1    | 137       | 35        |
| Tổng sự nghiệp               | Tổng sự nghiệp | Tổng sự nghiệp | 278      | 69       | 31           | 10           | 17       | 5        | 2    | 1    | 328       | 85        |

Tính đến ngày 22 tháng 7 năm 2023
1. ↑  Số trận ra sân tại AFC Cup
2. ↑  Ra sân 2 trận, ghi 1 bàn tại AFC Champions League; 5 trận, 1 bàn tại AFC Cup
3. ↑  Ra sân tại trận play-off V-League

### Đội tuyển quốc gia
Tính đến ngày 3 tháng 12 năm 2016.
| Đội tuyển quốc gia Việt Nam | Đội tuyển quốc gia Việt Nam | Đội tuyển quốc gia Việt Nam |
| Năm                         | Trận                        | Bàn                         |
| --------------------------- | --------------------------- | --------------------------- |
| 2013                        | 3                           | 0                           |
| 2016                        | 5                           | 1                           |
| Tổng cộng                   | 8                           | 1                           |

#### Bàn thắng quốc tế
Bàn thắng của đội tuyển Việt Nam được ghi trước.
| #  | Ngày                | Địa điểm                                        | Đối thủ   | Bàn thắng | Kết quả | Giải đấu |
| -- | ------------------- | ----------------------------------------------- | --------- | --------- | ------- | -------- |
| 1. | 9 tháng 10 năm 2016 | Sân vận động Maguwoharjo, Yogyakarta, Indonesia | Indonesia | 1–0       | 2–2     | Giao hữu |